# 카이켄

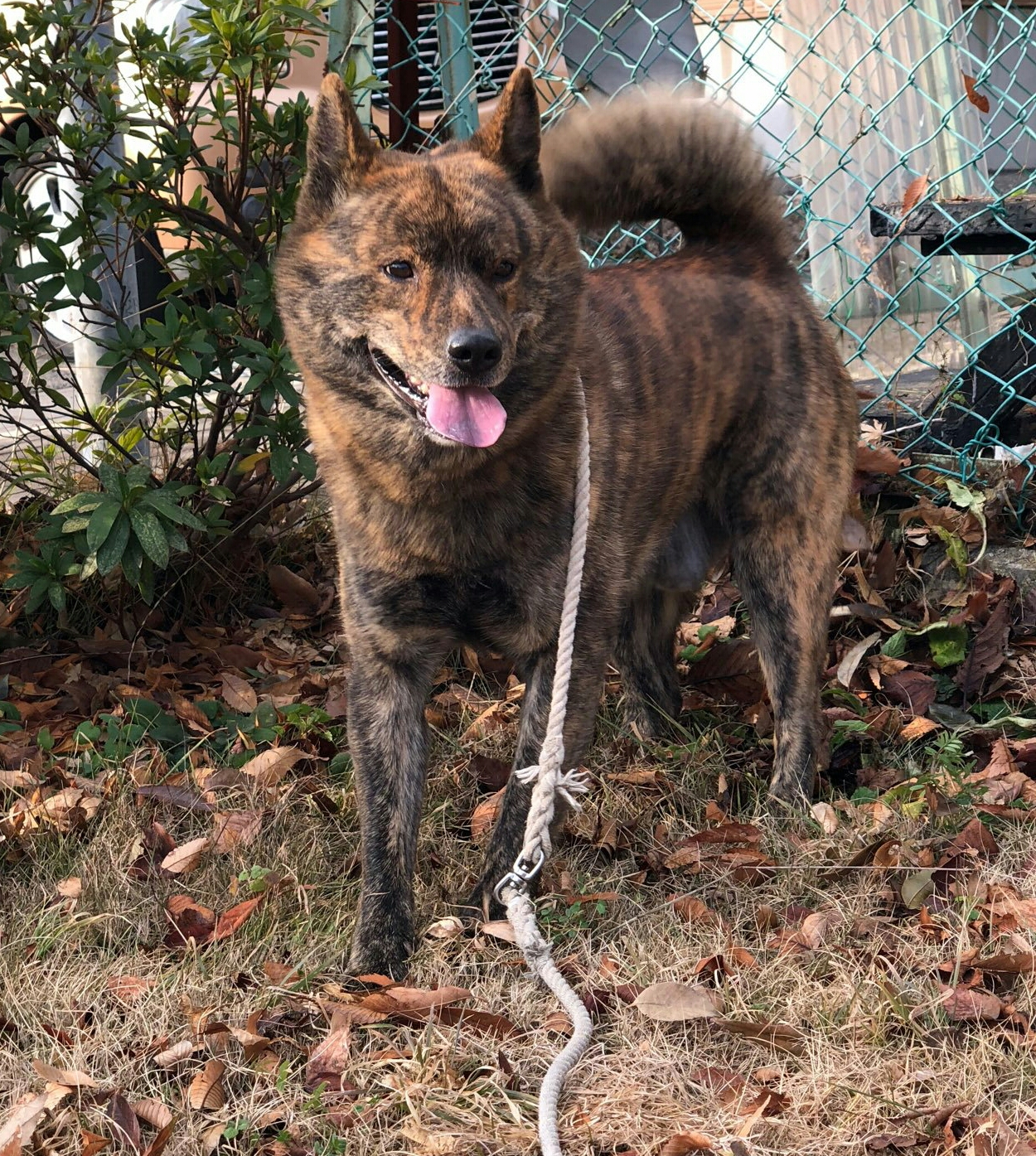

카이켄(甲斐犬, Kai-ken), 카이견, 카이이누, 토라이누, 타이거 도그(Tiger Dog)는 일본 야마나시현 카이 지역이 원산인 개 품종으로, 일본의 천연기념물로 지정되어 있다. 본토에서도 희귀한 개로, 일본켄보존회가 보호하는 일본 토착견 6종 중 하나이다.

## 모습
카이켄은 쐐기 모양의 머리와 뾰족한 귀를 가진 중형견이다. 수컷의 어깨 둘레는 일반적으로 18~22인치인 반면, 암컷의 어깨 둘레는 약간 더 작아서 17~20인치이다. 꼬리는 등 위로 말려 있거나 낫 모양으로 들고 있을 수 있다. 팔다리는 튼튼해야 하며 뒷발목은 개의 산악 생활의 역사를 반영하여 잘 발달되어 있어야 한다. 털은 질감이 거칠고 중간 길이이며 다양한 색조의 얼룩("호랑이" 줄무늬)이 있다. 얼룩의 세 가지 주요 색상은 아카토라(빨간색), 추토라(가운데), 쿠로토라(검은색)이다. 강아지는 단색으로 태어나며, 나이가 들수록 얼룩 무늬가 발달하며 때로는 완전히 나타나기까지 5년이 걸리기도 한다.